# Erste österreichische Seifensieder-Gewerks-Gesellschaft „Apollo“
Erste österreichische Seifensieder-Gewerks-Gesellschaft „Apollo“ war ein Seifensiederunternehmen in Wien.

## Geschichte
Im Jahre 1833 vereinigten sich sechs Wiener Seifensieder und Talgschmelzer, und zwar V. Böhm, Anton Diedek, Josef Fischer, Josef Holzhauer, J. Knoll und Josef Schreder, um in dem damaligen Wiener Vorort Penzing, der außerhalb der Verzehrungssteuer-Rayons lag, eine große Talgschmelze zu errichten. Zweck dieser Gründung war, einerseits einen einheitlichen Rohtalg-Einkaufspreis in und außerhalb des Wiener Verzehrungssteuer-Rayons einzuführen, anderseits durch Abpressen von Talg ein Produkt zu erzeugen, welches einen Ersatz für die teuren Wachskerzen geben konnte.
Unterdessen hatte die Entdeckung des französischen Chemikers Eugène Chevreul (1825), Neutralfette in Fettsäuren und Glycerin zu spalten und aus Ersteren Stearin darzustellen, durch die Gründung einer Stearinfabrik von Adolphe de Milly in Paris im Jahre 1831, in Frankreich schon praktische Anwendung gefunden, und in Berlin erfolgte im Jahre 1838 die Erbauung der Stearinfabrik von Milly & Motard.

### Erste österreichische Seifensieder-Gewerks-Gesellschaft
Diese industriellen Ereignisse riefen in der kleinen österreichischen Gesellschaft das lebhafte Interesse und den Wunsch hervor, die Erfindung von Chevreul auch in Österreich zu verwerten. 
Zu diesem Zweck verstärkte sich die Gesellschaft durch Aufnahme neuer Mitglieder, Georg Hartl, F. Knoll, Wenzel Mareder und die Brüder Perl traten dem Unternehmen bei, das den Firmennamen »Erste österreichische Seifensieder-Gewerks-Gesellschaft« in Wien führte. 
Die Vorarbeiten zur Gründung der Gesellschaft und die Erlangung einer Konzession verschleppten sich aber so lange Zeit, dass unterdessen die Gebrüder Schrader im Jahre 1837 ein k.k. Privilegium zur Erzeugung von Stearinkerzen erhielten und eine Stearinfabrik in Steinhof bei Liesing gegründeten.
Die nunmehr konzessionierte »Erste österreichische Seifensieder-Gewerks-Gesellschaft« kaufte im Jahre 1840 die Schrader'sche Fabrik an und erhielt das erste österreichische Privilegium zur Fabrikation von Stearinkerzen.

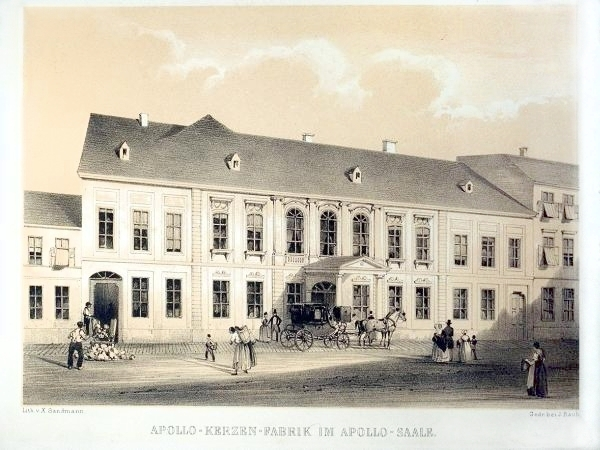
Zeitgenössische Darstellung der Apollo-Kerzenfabrik im Apollosaal

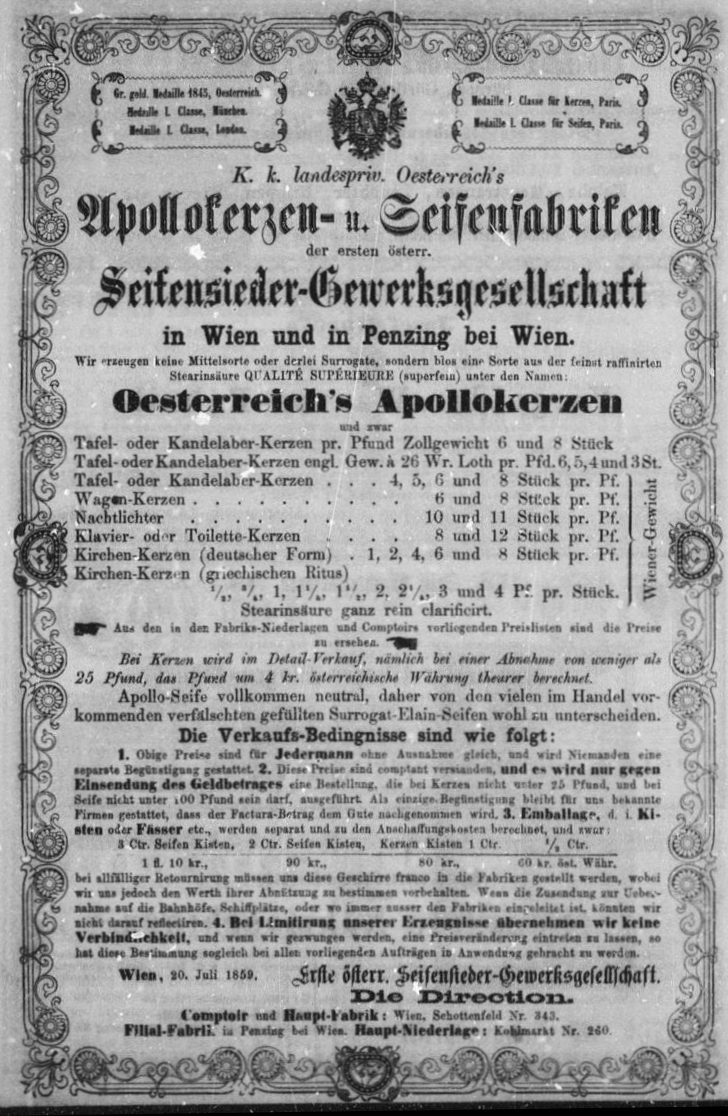
Inserat aus 1860

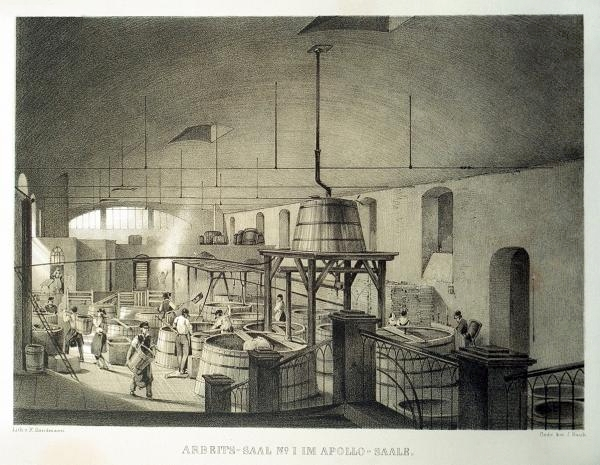
Arbeitssaal Nr. 1 im Apollosaal

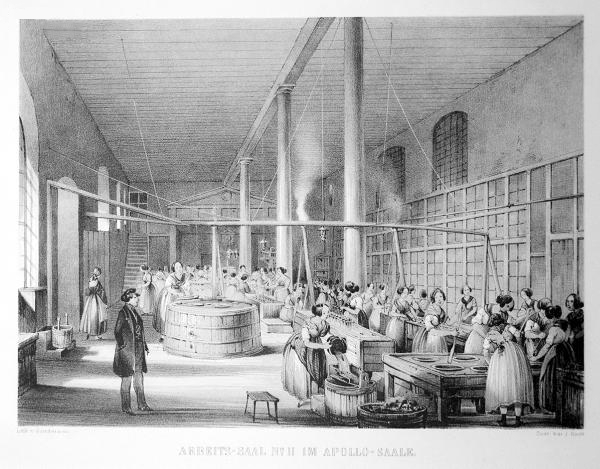
Arbeitssaal Nr. 2 im Apollosaal

Die Fabrik in Steinhof bei Liesing wurde aufgelassen, die Herstellung in den Apollosaal nach Wien verlegt und als Marke für das Fabrikat der Name „Apollo“ gewählt.
Technischer Leiter war Georg Hartl. Es war hauptsächlich sein Verdienst, dass sich die Marke „Apollo“ durch ihre Qualität bald so im Handel einführte, dass andere unterdessen in Holland, Belgien und Deutschland entstandene große Stearinkerzen die Schutzmarke der Gesellschaft und die originelle orangefärbige Packung der Kerzenpakete nachahmten. 
Georg Hartl bemühte sich ständig um technische Verbesserungen, die insbesondere von Frankreich ausgingen. 1845 wurden bei der ersten österreichischen Industrieausstellung in Wien die „Apollokerzen“ mit dem höchsten goldenen Ehrenpreis ausgezeichnet.
Infolge des stetig wachsenden Absatzes von Apollokerzen erweiterte die Firma ab 1850 ihre Produktionsstätten. Im Anschluss an die Penzinger Talgschmelze wurde eine Filiale gebaut und die Erzeugung im Apollosaal speziell für den Wiener Bedarf weitergeführt, während die Filialfabrik für den Export produzierte. Die als Abfallprodukt anfallende Ölsäure wurde zur Fabrikation von Seife verwendet. Die „Apolloseife“ bildete ein neues wichtiges Industrieprodukt. 
Auf allen wichtigen Weltausstellungen wurden die Fabrikate „Apollo“ mit ersten Preisen ausgezeichnet.
Im Jahre 1860 eröffnete sich für die Stearin-Industrie ein neues Feld, die Gewinnung und Verwertung des bis dahin fast wertlos gewesenen Abfallproduktes, des Glycerins. 1862 wurde mit der Gewinnung von Rohglycerin in der Penzinger Fabrik begonnen. Mit der Destillation des Rohglycerins mit überhitztem Wasserdampf ab 1872 wurde die Herstellung jener Sorten von Glycerin ermöglicht, die in der Pharmazie und in den verschiedensten technischen Gewerben insbesondere zur Darstellung des Nitroglycerins Verwendung fanden.
Als im Jahr 1870 der französische Chemiker Hippolyte Mège-Mouriès, durch Kaiser Napoleon III. veranlasst, die Herstellung von Margarine und Kunstbutter erfand und sich aus dieser Erfindung eine neue Industrie entwickelte, nahm die »Erste österreichische Seifensieder-Gewerks-Gesellschaft« ab 1876 ebenfalls diese Fabrikation auf. „Apollo“-Margarine wurde nach Holland und Deutschland exportiert. Der Fabrikation von Kunstbutter wurde ab 1875 aufgenommen, war aber wegen Ablehnung durch die Konsumenten kein wirtschaftlicher Erfolg.
1876 zerstörte ein Brand den Apollosaal vollständig. Die Gesellschaft transferierte die Herstellung in den Vorort Simmering. Gleichzeitig wurde in Simmering eine zweite Margarinefabrik errichtet. Die 1886 durch einen Brand teilweise zerstörte Stearinfabrik in Simmering wurde in wenigen Monaten wieder aufgebaut.

### Erste österreichische Seifensieder-Gewerks-Gesellschaft „Apollo“
Im Jahre 1891 sahen sich die Gesellschaftsmitglieder F. Fischer (die Herren Felix und Max Fischer) und G. Hartl & Sohn (Herr Carl Hartl) in Wien durch die Vereinigung der Vororte mit Wien veranlasst, ihre Seifen-, Kerzen- und Parfümeriewarenfabriken in Wien (Landstraße, Ottakring, Rossau und Simmering) aufzulassen und mit der »Ersten österreichischen Seifensieder-Gewerks-Gesellschaft« zu vereinigen. Der Name der Firma wurde bei diesem Anlass in »Erste österreichische Seifensieder-Gewerks-Gesellschaft „Apollo“« abgeändert.
Eine gründliche technische Reorganisation der beiden Fabriken in Penzing und Simmering wurde notwendig. Ein großer Neubau in der Simmeringer Fabrik diente der Seifenherstellung, die Stearin- und Stearinkerzenerzeugung wurde in Penzing belassen und war wie die Parfümeriewarenherstellung technisch auf dem neusten Stand.

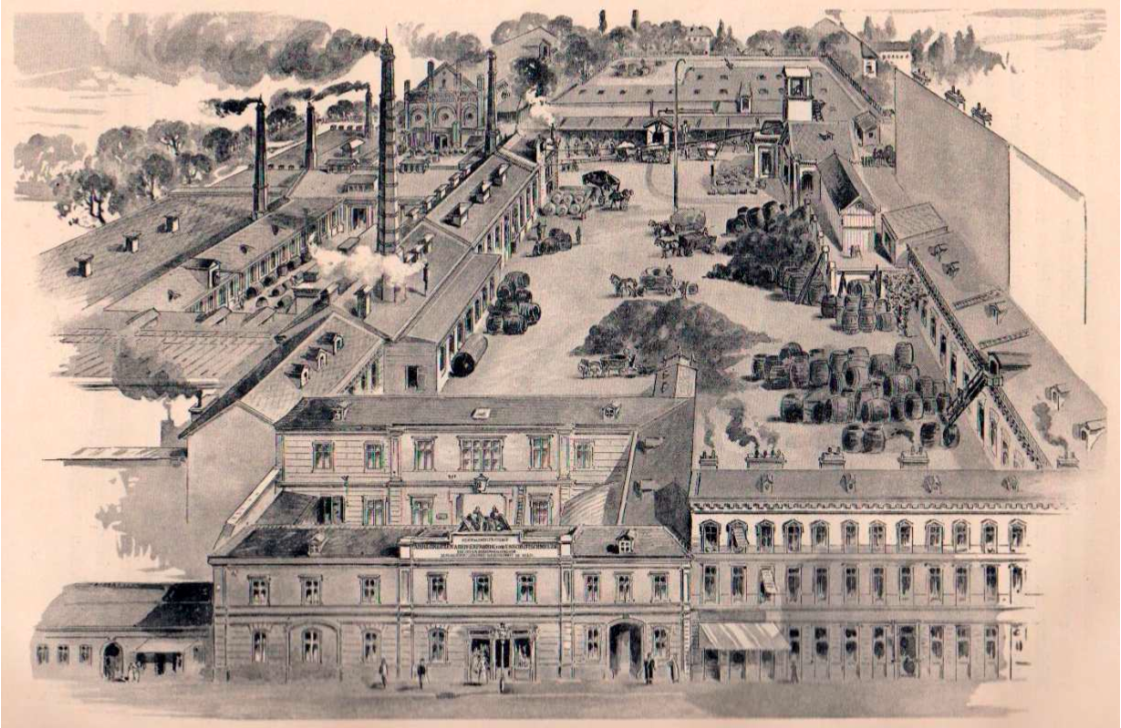
Gesamtansicht der Fabrik in Penzing (vor 1900)

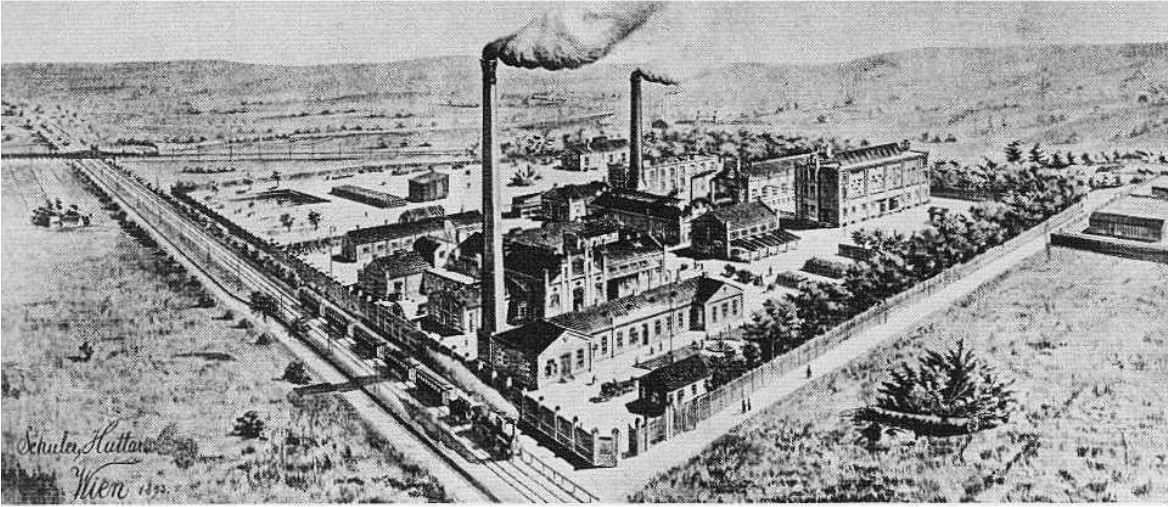
Gesamtansicht der Fabrik in Simmering (um 1893)

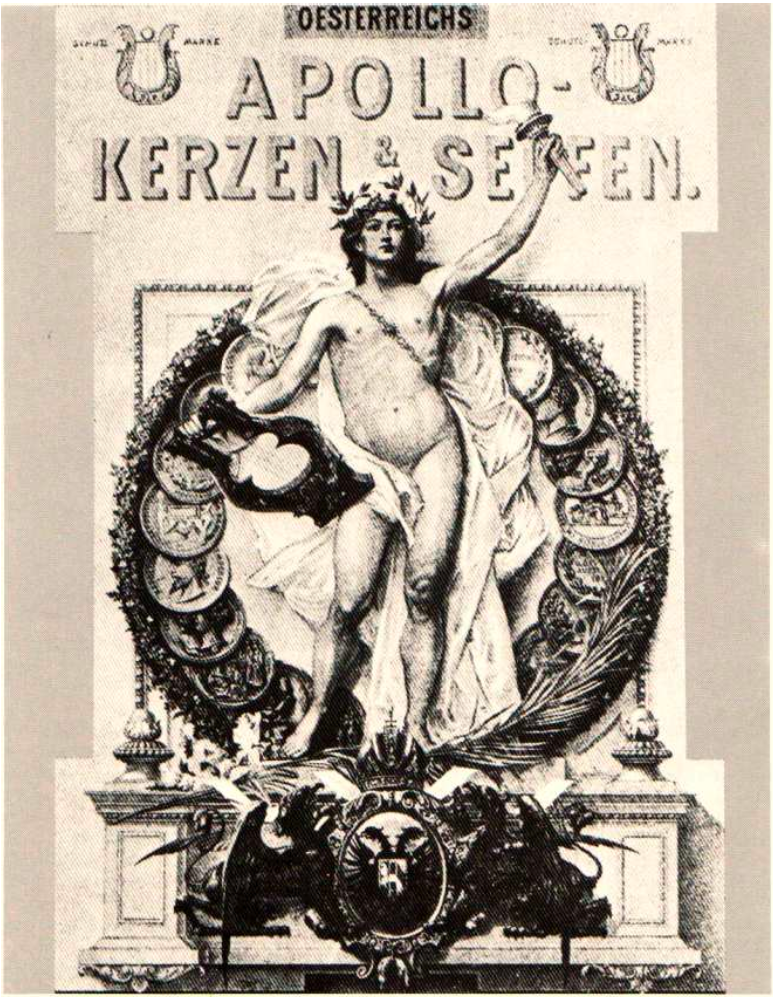
Werbung von „Apollo“ Kerzen und Seifen (1899)

Ende des 19. Jahrhunderts befasste sich die Fabrik in Simmering ausschließlich mit der Herstellung von Stearin und Stearinkerzen und allen gebräuchlichen Textil- und Haushaltungsseifen, die Fabrik in Penzing dagegen mit der Erzeugung von Margarine, Margarinbutter, Margarineschmalz, der Glycerin-Raffinerie und -Destillation und der Parfümeriewarenherstellung. 
In den beiden Fabriken lieferten 15 Dampfkessel mit zusammen zirka 1.100 Quadratmeter Heizfläche die nöfige Energie, sechs Dampfmaschinen mit zusammen zirka 250 PS die motorische Kraft.
Die Stearinfabrik war in der Lage, alle gebräuchlichen Rohmaterialien, je nach Bedarf mit oder ohne Destillation der Fettsäuren, verarbeiten zu können. „Apollokerzen“ wurden ausschließlich aus reinster Stearinsäure erzeugt. Eine eigene Dochtfabrik stellte die zu den Kerzen nötigen Dochte her. Die Emballagekisten wurden ausnahmslos von der eigenen Dampftischlerei geliefert.
In der Seifenfabrik wurde das Sieden der Seife sowohl mit Dampf als auch mit direktem Feuer vorgenommen, zu diesem Zweck waren zwei Dampfsiedekessel mit einem Fassungsraum von je 44.000 Liter aufgestellt.
Die Margarinefabrik befasste sich mit der Herstellung von Margarine aus Rohtalg. Das Produkt wurde teils im eigenen Betrieb zu Margarinbutter und Margarinrindschmalz weiter verarbeitet, das auch nach Holland und Deutschland exportiert wurde. Die Margarinbutterfabrik war nach dem Vorbild des holländischen Systems der größten dortigen Margarinbutterfabriken eingerichtet.
Die Glycerin-Raffinerie und -Destillation erzeugte alle handelsüblichen Sorten von Glycerin und hatte in dem schweren Konkurrenzkampf gegen deutsches Glycerin noch bestehen können.
Die Parfümeriewarenfabrik produzierte Toiletteseifen und Parfums mit kontinuierlich steigendem Absatz. Die Gesellschaft beschäftigte um 1900 circa 600 Arbeiter und circa 60 Beamte. Schon lange vor Inkrafttreten der gesetzlichen Arbeiter-Krankenversicherung wurden die kranken Arbeiter von Seite der Gesellschaft unterstützt, im Jahre 1885 wurde eine eigene Fabriks-Krankenkasse gegründet. Sämtliche durch Alter erwerbsunfähigen gewordenen Beamten und Arbeiter erhielten Pensionen.
1898 waren die Teilnehmer der Gesellschaft Carl Diedek, Felix Fischer, Max Fischer und Karl Hartl. Carl Diedek wurde als öffentlicher Gesellschafter der Firma zum k.u.k. Hoflieferanten ernannt.
Das Unternehmen wurde 1911 von der Schicht AG übernommen, der eigenständige Name bestand bis 1939.